# Blaia
Blaia (Blaye en francès) és un municipi francès situat al departament de la Gironda i a la regió de la Nova Aquitània. És un dels municipis situats al País Gavai o Gavacheria, que tot i trobar-se geogràficament a Occitània és de parla oïl (saintongesa). El trobador Jaufré Rudel era originari i senyor de Blaia.

## Demografia
| Evolució de la població |       |       |       |       |       |       |       |       |
| 1793                    | 1800  | 1806  | 1821  | 1831  | 1836  | 1841  | 1846  | 1851  |
| 4 715                   | 3 580 | 3 428 | 4 013 | 3 855 | 3 801 | 4 174 | 4 410 | 4 659 |

| 1856  | 1861  | 1866  | 1872  | 1876  | 1881  | 1886  | 1891  | 1896  |
| ----- | ----- | ----- | ----- | ----- | ----- | ----- | ----- | ----- |
| 4 302 | 4 972 | 4 761 | 4 478 | 4 522 | 4 512 | 4 340 | 5 015 | 4 799 |

| 1901  | 1906  | 1911  | 1921  | 1926  | 1931  | 1936  | 1946  | 1954  |
| ----- | ----- | ----- | ----- | ----- | ----- | ----- | ----- | ----- |
| 4 775 | 4 890 | 4 741 | 4 274 | 4 240 | 4 054 | 3 768 | 3 788 | 4 047 |

| 1962  | 1968  | 1975  | 1982  | 1990  | 1999  | 2006 | 2011 | 2016 |
| ----- | ----- | ----- | ----- | ----- | ----- | ---- | ---- | ---- |
| 4 291 | 4 355 | 4 051 | 4 559 | 4 286 | 4 666 | -    | -    | -    |

| 2019 | - | - | - | - | - | - | - | - |
| ---- | - | - | - | - | - | - | - | - |
| -    | - | - | - | - | - | - | - | - |

## Administració
| Període   | Identitat        | Partit        |
| --------- | ---------------- | ------------- |
| 1945-1953 | Georges Milh     |               |
| 1953-1965 | Bernard Delord   |               |
| 1989-1989 | Gérard Grasilier | RPR           |
| 1989-2008 | Bernard Madrelle | PS            |
| 2008-     | Denis Baldès     | Divers gauche |

## Agermanaments
- Tàrrega
- Zülpich
- Macin